# Asian Film Festival Barcelona
L'Asian Film Festival Barcelona (AFFBCN) és un festival de cinema organitzat per Casa Àsia que se celebra anualment a la ciutat de Barcelona des de l'any 2011. Aquest festival està especialitzat en produccions cinematogràfiques procedents del continent asiàtic i actualment és l'únic dedicat de forma exclusiva a aquest sector del cinema en tota la ciutat. L'AFFBCN busca recuperar la millor filmografia procedent d'Àsia per a facilitar-hi l'accés a tot el públic a través de la projecció de centenars de films i curtmetratges.
L'AFFBCN va néixer com a resposta al tancament del BAFF, un festival sobre cinema asiàtic que fou celebrat entre 1999 i 2010, any en què va ser cancel·lat a causa de la crisi econòmica que afectà a les empreses promotores del festival i la dissolució de 100000 retinas, l'associació que fins aleshores organitzà el certamen. Així doncs, Casa Àsia, Festival Internacional de Cinema Fantàstic de Catalunya i CineAsia es van proposar crear un nou festival que reemplacés al BAFF, arribant així a celebrar l'any 2011 la primera edició del festival conegut com a Casa Asia Film Week, actualment conegut com Asian Film Festival Barcelona.

## I Casa Asia Film Week (2011)
La primera edició del Casa Asia Film Week va tenir lloc del 9 al 12 de juny de 2011 a les tres sales dels Cinemes Girona. Es van projectar més de 30 pel·lícules en tres seccions: secció oficial, amb 11 pel·lícules asiàtiques de producció recent, panorama, amb sis les millors produccions asiàtiques dels darrers anys, i retrospectiva, dedicada a un director u una filmografia de la història del cinema asiàtic, en aquesta ocasió Ann Hui (5 pel·lícules). Fou inaugurada amb Reign of Assassins de John Woo i fou clausurada amb The Stool Pigeon de Dante Lam. També es van projectar en sessions especials Confuci de Hu Mei i Yamato, la nau espacial de combat de Yoshinobu Nishizaki.
Secció oficial
- Reign of Assassins de John Woo
- Guzaarish de Sanjay Leela Bhansali
- Aftershock de Feng Xiaogang
- The Stool Pigeon de Dante Lam
- The Man from Nowhere de Lee Jeong-beom
- Buddha Mountain de Li Yu , premi a la millor pel·lícula de l'edició[10]
- Bruce Lee, My Brother de Raymond Yip i Manfred Wong
- Confessions de Tetsuya Nakashima
- A Better Tomorrow de Song Hae-sung
- Don't Go Breaking My Heart de Johnnie To
- Hello Stranger de Banjong Pisanthanakun

Secció Panorama
- Moss de Kang Woo-suk [11]
- Yoyochu: Sex to Yoyogi Tadashi no Sekai de Masato Ishioka
- Haru's Journey de Masahiro Kobayashi
- I Wish I Knew de Jia Zhangke
- Ex de Gillian Chung

## II edició (2014)
Va tenir lloc del 12 al 16 de novembre de 2014 a les sales dels Cinemes Girona amb més de 40 pel·lícules (20 de la secció oficial i 20 de la secció Panorama) de països com la Xina, el Japó, l'Índia, Austràlia, Corea del Sud, Singapur, Mongòlia, el Pakistan o Malàisia.
Entre les pel·lícules de la secció oficial destaquen:
- Seven Weeks de Nobuhiko Obayashi
- Sun Station de Saman Salur
- The Journey de Keng Guan Chiu
- Wajma (An Afghan Love Story) de Barmak Akram
- 500 Miles d'Ashlee Jensen
- The Great Hypnotist de Leste Chen
- Ankhon Dekhi de Rajat Kapoor
- Haji Backpacker de Danial Rifki
- Snow de Mehdi Rahmani
- Ukkili kamshat d'Adilkhan Ierjanov
- Nomadic Childhood de Christophe Boula
- 3:50 de Chhay Bora
- The Teacher's Diary de Nithiwat Tharathorn
- Nuoc de Nghiem-Minh Nguyen Vo
- Comic 8 d'Anggy Umbara
- Miracle in Cell No. 7 de Lee Hwan-kyung
- Norte, hangganan ng kasaysayan de Lav Diaz
- Josh: Independence Through Unity d'Iram Parveen Bilal [15]

Entre les pel·lícules de la secció panorama destaquen We Came Home d'Ariana Delawar (Afganistan), Saya Zamurai i Big Man Japan de Hitoshi Matsumoto Professor Layton and the Eternal Diva de Masakazu Hashimoto (Japó).

## III edició (2015)
Va tenir lloc de l'11 al 15 de novembre de 2015 amb la projecció de 52 pel·lícules de 20 països asiàtics a les sales dels Cinemes Girona. Fou inaugurat amb The Golden Era d'Ann Hui. Les pel·lícules es dividien en tres seccions: la secció Oficial a concurs (18 pel·lícules), la secció Panorama (18 cintes) i la secció Especia amb 15 títols.
Premis de la Secció Oficial
- Millor pel·lícula: Haemoo de Shim Sung-bo
- Millor director: Ju Anqi per Poet on a Business Trip
- Millor guionista: Jakrawal Nithamrong per Vanishing Point
- Premi del públic: Chand metre moka'ab eshgh de Jamshid Mahmoudi
- Menció especial: Cliff Curtis per The Dark Horse
- Menció especial: Kalki Koechlin per Margarita with a Straw

Premis de la Secció Panorama
- Millor pel·lícula; A Tale of Love d'Ahmad Ramezan Zadeh
- Millor director: Hong Sang-soo per Hill of Freedom
- Millor guió: Ahmad Ramezan Zadeh per A Tale of Love
- Menció especial: Cart de Boo Ji-young

Premi del Jurat Jove
- Millor pel·lícula: Chand metre moka'ab eshgh de Jamshid Mahmoudi
- Millor director: Keiichi Hara per Miss Hokusai
- Millor guió: Chaitanya Tamhane per  Court
- Menció especial: Pereezd de Marat Sarulu

## IV edició (2016)
Va tenir lloc del 4 al 13 de novembre de 2016 amb la projecció de 80 pel·lícules als Cinemes Girona i CaixaForum, 20 a la Secció Oficial i 18 a la secció panorama, 14 a la nova secció Discoveries, 16 a la secció Especial i 7 a Filipino Clásicos.
Premis de la Secció Oficial
- Millor pel·lícula: Mina Walking de Yosef Baraki
- Millor director: Coldness de Bahram Ark
- Millor guió: Kishibe no Tabi de Kiyoshi Kurosawa
- Millor fotografia: Paths of the Soul de Zhang Yang

Premis de la Secció Panorama
- Millor pel·lícula; The Throne de Lee Joon-ik
- Millor director: Ariel Kleiman per Partisan
- Millor guió: Pourya Azarbayjani per Tajrish… an unfinished story
- Menció especial: Zhol d'Askar Uzabaev

Premi del PúblicAzuma Morisaki per Pekorosu no Haha ni Ai ni Iku 

## V edició (2017)
Va tenir lloc del 2 al 12 de novembre de 2017 amb projeccions a les seus principals (Cinemes Girona, CaixaForum, Filmoteca de Catalunya), així com en les subseus Hotel Generator, Museu d'Història de la Immigració de Catalunya, Soho House de Barcelona i la Biblioteca Singuerlín de Santa Coloma de Gramenet. Es va dedicar una retrospectiva al director taiwanès Hou Hsiao Hsien.
Premis de la Secció Oficial
- Millor pel·lícula: Ta'ang de Bing Wang
- Millor director: Happyness d'Andy Lo
- Millor guió: Mesunekotachi de Kazuya Shiraishi
- Millor fotografia: Bangkok Nites de Katsuya Tomita
- Menció especial: Baby Besides Me de Son Tae-gyum

Premis de la Secció Panorama
- Millor pel·lícula; Wolf and Sheep d'Shahrbanoo Sadat
- Millor director: Hamid Reza per A house of 41st street
- Millor guió: Wong Chun per Mad World

Premis de l'Audiència
- Millor pel·lícula: Memoir of a Murderer de Won Shin-yun

## VI edició (2018)
Va tenir lloc del 31 d'octubre a l'11 de novembre de 2018, amb projeccions als Cinemes Girona, CaixaForum, Filmoteca de Catalunya i Museu d'Història de la Immigració de Catalunya. Es van projectar 108 pel·lícules procedents de 23 països asiàtics (per primer cop hi participava Macau, i es va fer una retrospectiva dedicada a Hirokazu Koreeda (quatre pel·lícules), premiat a Canes amb Un assumpte de família i es van projectar algunes de les pel·lícules premiades als Asian Film Awards de 2018.
Premis de la Secció Oficial
- Millor pel·lícula: Ash Is Purest White de Jia Zhangke
- Millor director: Lima de Harvan Agustriansyah, Lola Amaria, Adriyanto Dewo, Tika Pramesti, Shalahuddin Siregar i Agha Fahriansyah
- Millor guió: Appendix de Hossein Namazi

Premis de la Secció Panorama
- Millor pel·lícula; Sulayman too d'Elisaveta Stixova
- Millor director: Yûka Eda per Shôjo kaikô
- Millor guió: Sylvia Chang per Love Education

Premis de la Secció Discoveries
- Millor pel·lícula; The First Lap de Kim Dae-hwan
- Millor director: Sheron Dayoc per Women of the Weeping River
- Millor guió: Alankrita Shrivastava per Lipstick Under My Burkha

Premis de l'Audiència
- Secció Oficial: The Third Wife d'Ash Mayfair
- Secció Panorama: Black Kite de Tarique Yaqumi

## VII edició (2019)
Va tenir lloc del 30 d'octubre al 10 de novembre de 2019 de manera presencial a Cinemes Girona, CaixaForum i Filmoteca de Catalunya. S'hi van projectar més de 100 llargmetratges de 25 països, 25 curtmetratges i 18 pel·lícules de la retrospectiva dedicada a Yasujirō Ozu. També va presentar les tres pel·lícules més premiades als Asian Film Awards de 2019: Ayka de Serguei Dvortsevoi (Kazakhstan), Still Human d'Oliver Chan (Hong Kong) i Dying to Survive de Wen Muye (Xina). Les pel·lícules guanyadores foren:
Premis de la Secció Oficial
- Millor pel·lícula: Reza d'Alireza Motamedi
- Millor director: Devashish Makhija per Bhonsle
- Millor guió: Devashish Makhija per Bhonsle
- Menció especial: Blue Hour de Yuko Hakota

Premis de la Secció Panorama
- Millor pel·lícula;  The Girl and the Sea d'Aziz Zairov i Mukhamed Mamyrbekov
- Millor director: Zhenyu Sun per Pure Land
- Millor guió: Rouhollah Hejazi per Otagh-e-Tarik
- Menció especial: Out of Paradise de Batbayar Chogsom

Premis de la Secció Discoveries
- Millor pel·lícula: Temporary Visa de Ghazi Alqudcy
- Millor director: Shahram Mokri per Invasion
- Millor guió: Shōtarō Kobayashi per Only the Cat Knows
- Menció especial. A Letter to the President de Roya Sadat

Premi del PúblicIntimate Strangers de Lee Jae-kyoo 

## VIII edició (2020)
Va tenir lloc del 23 de novembre al 8 de desembre de 2020 de manera presencial a l'Institut Francès, Filmoteca de Catalunya, CineBaix i Cinemes Girona Es va fer una retrospectiva de Kinuyo Tanaka (cinc pel·lícules).
Premis de la Secció Oficial
- Millor pel·lícula: Balloon de Pema Tseden
- Millor director: Jeon Gye-soon per Vertigo
- Millor guió: Mona Zandi Haghighi per African Violet
- Menció especial: Schwarze Milch d'Uisenma Borchu

Premis de la Secció Panorama
- Millor pel·lícula: Ang Hupa de Lav Diaz

Premis de la Secció Discoveries
- Millor pel·lícula: Ten Years Thailand d'Aditya Assarat
- Millor director: Joon-Young Bong per Lucky Monster
- Millor guió: Diapason de Hossein Tehrani
- Menció especial:  Kabul, City in the Wind d'Aboozar Amini

## IX edició (2021)
Va tenir lloc del 27 d'octubre al 7 de novembre de 2021 en forma presencial al CaixaForum, Cinemes Girona, Institut Francès i Filmoteca de Catalunya, i online a Filmin. En total es van exhibir 138 pel·lícules i es va dedicar una retrospectiva a Satyajit Ray (15 pel·lícules).
Premis de la Secció Oficial
- Millor pel·lícula: Anima de Cao Jinling
- Millor director: Mirlan Abdykalykov per Running to the Sky
- Millor guió: Raymund Ribay Gutiérrez per Verdict
- Menció especial: My Childhood, My Country de Phil Grabsky i Shoaib Sharifi
- Menció especial: Drive my car de Ryusuke Hamaguchi

Premis de la Secció Panorama
- Millor pel·lícula: Pinki Elli? de Prithvi Konanur
- Millor director: Maxim Dashkin per Far Frontiers
- Millor guió: Sakhya Byamba per Bedridden
- Menció especial: Yujiro Harumoto per A Balance

Premis de la Secció Discoveries
- Millor pel·lícula: Bipolar de Queena Li
- Millor director: Kiyé Simon Luang per Goodbye Mister Wong
- Millor guió: 18Khz de Farkhat Sharipov
- Menció especial:  The Forbidden Strings de Hassan Noori

Premi del PúblicBetter Days de Derek Tsang 

## X edició (2022)
Va tenir lloc del 26 d'octubre al 5 de novembre de 2022 en forma presencial als Cinemes Girona, Phenomena, CaixaForum i Zumzeig, i en línia per la plataforma Filmin. Serà inaugurat amb la projecció de la pel·lícula índia Sardar Udham de Shoojit Sircar i clausurat amb The Drover's Wife de l'australiana Leah Purcell. Els premiats foren:
Premis de la Secció Oficial
- Millor pel·lícula: Return to Dust de Li Ruijun [38][39]
- Millor director: Arash Aneessee per Maman
- Millor guió: Granaz Moussavi per When Pomegranates Howl
- Menció especial: Sardar Udham de Shoojit Sircar

Premis de la Secció Panorama
- Millor pel·lícula: Yanagawa de Zhang Lü
- Millor director: Kei Ishikawa per Aru Otoko (A Man)
- Millor guió: Ali Mossafa per Absence
- Menció especial: Askar Uzabayev per Baqyt (Happiness)

Premis de la Secció Discoveries
- Millor pel·lícula: Joyland de Saim Sadiq
- Millor director: Wang Xiaoshuai per The Hotel
- Millor guió: Farewell, My Hometown d'Erzhuo Wang
- Menció especial: Khudaldagch ohin de Janchivdorj Sengedorj

Premis de la Secció NETPAC
- Millor pel·lícula: Streetwise de Na Jiazuo
- Millor director: Parth Saurabh per Pokhar ke dunu paar
- Millor guió: Qyzyl anar de Sharipa Urazbayeva
- Menció especial: 4 Kings de Puttipong Nakthong

Premis de la Secció Especial
- Millor pel·lícula: Receipt d'Anuraag Pati
- Millor director: Qi Wang per Ji feng wan lai (The Bargain)
- Millor guió: Lipar de Hossein Rigi

Premi del PúblicDecision to Leave de Park Chan-wook 

## XI edició (2023)
Va tenir lloc del 25 d'octubre al 5 de novembre de 2023 de forma presencial als Cinemes Girona, Phenomena, CaixaForum, Filmoteca de Catalunya, Manifesta 15 i Zumzeig i en sessions online a la plataforma Filmin i Betevé. S'exhibiran un total de 100 pel·lícules de 25 països d'Àsia i el Pacífic (Austràlia i Nova Zelanda). A més s'ha fet un esment especial a la cinematogràfica xinesa com a celebració pel 50è aniversari de les relacions diplomàtiques entre la Xina i Espanya, tot dedicant una retrospectiva al cineasta xinès Wang Chao (vuit pel·lícules). Fou inaugurada amb la projecció de Yangzi's Confussion de Li Jue.
Premis de la Secció Oficial
- Millor pel·lícula: Evil Does Not Exist de Ryusuke Hamaguchi [42]
- Millor director: Farhad Delaram per Achilles
- Millor guió: Mahesh Narayanan per Ariyippu

Premis de la Secció Panorama
- Millor pel·lícula: Only the River Flows de Wei Shujun
- Millor director: Adilkhan Ierjanov per Goliath
- Millor guió: Han Shuai per Green Night

Premis de la Secció Discoveries
- Millor pel·lícula: Opponent de Milad Alami
- Millor director: Dauren Kamshibayev per Zere
- Millor guió: Dalmira Tilepbergen per The Gift

Premis de la Secció NETPAC
- Millor pel·lícula: The Baseball Player de Carlo Obispo
- Menció especial 1: Jeremias Nyangoen per Women from Rote Island
- Menció especial 2: God's Gift de Asel Zhuraeva

Premis de la Secció Especial
- Millor pel·lícula: Peafowl de Byun Sung-bin
- Millor director: Zheng Lu Xinyuan per Jet Lag
- Millor guió: My Name Is Gulpilil de Molly Reynolds

Premi del PúblicCarefree Days de Liang Ming 
Més votades pel públic
- Perfect Days de Wim Wenders
- December d'Anshul Chauhan
- The Point Men de Yim Soon-rye

## XII edició (2024)
Tingué lloc del 24 d'octubre al 3 de novembre de 2024 de manera presencial als Cinemes Girona (seu central), Phenomena, Zumzeig i Filmoteca de Catalunya, i en sessions online a la plataforma Filmin i Betevé. Es dedicà una retrospectiva al cinema aborigen australià (2015-2023) amb la projecció de les pel·lícules: Spear (2015), Emu Runner (2018), Top End Wedding (2019), The Drover's Wife (2021), My Name Is Gulpilil (2021), The Last Daughter (2022), Sweet As (2022), Kindred (2023) i Winhanganha (2023). La pel·lícula d'obertura fou la sud-coreana Citizen of a Kind de Park Young-ju, i la de clausura la hongkonguesa Time Still Turns the Pages de Nick Cheuk.
Premis de la Secció Oficial
- Millor pel·lícula: Gou zhen (Black Dog) de Guan Hu [46]
  - Menció especial: Desert of Namibia, de Yoko Yamanaka
- Millor director: Taichi Kimura per Afterglows
- Millor guió: Maryam Moghaddam i Behtash Sanaeeha per Keyk-e mahbub-e man

Premis de la Secció Panorama
- Millor pel·lícula: Āyehā-ye zamini d’Ali Asgari i Alireza Khatami
- Millor director: Mirlan Abdykalyov per Bride Kidnapping
- Millor guió: Mohammad Rasoulof per The Secret of the Sacred Fig 
  - Mencions especials: als actors de Girls Will Be Girls de Shuchi Talati  i la fotografia de The Land where the winds stood still d'Ardak Armikulov

Premis de la Secció Discoveries
- Millor pel·lícula: The Narrow Road de Lam Sum
- Millor director: Kangyu Garam per Lucky Apartment
- Millor guió: Taifeng Liu i Zhiling Cai per Another Day of Hope 
  - Menció especial: Madina d'Aizhan Kassymbekova , i White Flag de Batbayar Chogsom

Premis de la Secció NETPAC
- Millor pel·lícula: Hollywoodgate d’Ibrahim Nash'at [47]
- Millor director: Sasha Chuk per Fly Me To The Moon
- Millor guió: Green Plum Season d’Ali Bayat

Premis de la Secció Especial
- Millor pel·lícula: Ademoka's Education d’Adilkhan Ierjanov
- Millor director: Arman Zarrinkoob per Mirjaveh (Waltz for Three)
- Millor guió: Mirjaveh (Waltz for Three) d’Arman Zarrinkoob
- Menció especial: Celluloid Underground d’Ehsan Khoshbakht